# Bassim
Bassim (en rus: Басим) és un poble (possiólok) del krai de Perm, a Rússia, que en el cens del 2010 tenia 461 habitants.